# Rezerwat przyrody Barania Ruda
Rezerwat przyrody Barania Ruda – leśny rezerwat przyrody w gminie Mrozy, w powiecie mińskim (województwo mazowieckie), w pobliżu miejscowości Porzewnica i Sosnowe. Nazwa rezerwatu pochodzi od lokalnej nazwy tej części uroczyska Jeziorek.
Znajduje się na terenie leśnictwa Jeziorek (Nadleśnictwo Mińsk).

## Przedmiot ochrony
Rezerwat powołano 10 lutego 2015 roku w celu zachowania kompleksu olsów z fragmentami łęgów olszowo-jesionowych i turzycowisk. Powierzchnia rezerwatu wskazana w akcie powołującym wynosi 52,94 ha, z czego 44,91 ha stanowią grunty leśne, 0,57 ha grunty związane z gospodarką leśną, a grunty nieleśne – 7,46 ha.

## Podstawa prawna
Zarządzenie Regionalnego Dyrektora Ochrony Środowiska w Warszawie z dnia 10 lutego 2015 r. w sprawie uznania rezerwatu przyrody Barania Ruda (Dz. U. Woj. Maz. z 2015 r., poz. 1293).

## Klasyfikacja rezerwatu
Przedmiot ochrony stanowi kompleks podmokłych drzewostanów olszowych, wraz z występującą w nich florą i fauną. Według obowiązujących kryteriów rozporządzenia Ministra Środowiska z 30 marca 2005 r. w sprawie rodzajów, typów i podtypów rezerwatów przyrody, pod względem rodzaju, rezerwat „Barania Ruda” jest rezerwatem leśnym (L). Dalej, ze względu na dominujący przedmiot ochrony został zaklasyfikowany jako: typ – fitocenotyczny (PFi), podtyp – zbiorowisk leśnych (zl). Natomiast ze względu na główny typ ekosystemu, jako rezerwat różnych ekosystemów (EE), podtyp lasów i łąk (lł).

## Flora i fauna
Drzewostan rezerwatu tworzy głównie olsza czarna (Alnus glutinosa) z niewielką domieszką jesionu wyniosłego (Fraxinus excelsior) i wiązu szypułkowego (Ulmus laevis). W rezerwacie stwierdzono 11 zbiorowisk roślinnych, w tym zbiorowiska leśne i zaroślowe: ols porzeczkowy (Ribeso nigri-Alnetum), łęg jesionowo-olszowy (Fraxino-Alnetum), łozowisko (Salicetum pentandro-cinereae) oraz szuwarowe: zbiorowiska welonowe z pokrzywą zwyczajną (Urtico-Calystegietum sepium), zb. z sadźcem konopiastym (Calystegio-Eupatorietum), szuwar turzycy błotnej (Caricetum acutiformis), szuwar turzycy zaostrzonej (Caricetum gracilis), szuwar turzycy dzióbkowatej (Caricetum rostratae), szuwar turzycy prosowatej (Caricetum panicu-latae), szuwar kosaćca żółtego (Iridetum pseudacori), ziołorośle (Lysymachio vulgaris-Filipenduletum). Łącznie z terenu rezerwatu podaje się 159 gatunków roślin naczyniowych, w tym chronioną kukułkę krwistą (Dactylorhiza incarnata), 3 gatunki wątrobowców, 20 gatunków mchów, 7 gatunków płazów, 2 gatunki gadów i 31 gatunków ptaków, w tym żuraw (Grus grus), samotnik (Tringa ochropus), derkacz (Crex cex) i dzięcioł średni (Dendrocoptes medius), oraz 13 gatunków ssaków.

## Powiązanie z innymi obszarami chronionymi
Rezerwat „Barania Ruda” położony jest w granicach Mińskiego Obszaru Chronionego Krajobrazu oraz obszaru specjalnej ochrony ptaków sieci Natura 2000 „Dolina Kostrzynia” PLB140009. W pobliżu rezerwatu znajdują się: specjalny obszar ochrony siedlisk „Rogoźnica” PLH140036 oraz rezerwaty przyrody „Torfowisko Jeziorek”, „Florianów”, „Przełom Witówki”, „Rogoźnica” i „Rudka Sanatoryjna”.

## Plan ochrony
Plan ochrony rezerwatu ustanowiono na 20 lat Zarządzeniem Regionalnego Dyrektora Ochrony Środowiska w Warszawie z dnia 21 lipca 2020 r., publikowanym w Dzienniku Urzędowym Województwa Mazowieckiego, poz. 8198. W ramach prac nad planem ochrony zdiagnozowane zostały m.in. główne zagrożenia dla rezerwatu, wśród których za najpoważniejsze uznano funkcjonowanie systemu rowów melioracyjnych odwadniających ten chroniony obszar. Sytuację poprawia jednak obecność bobrów, których działalność w rezerwacie przeciwdziała jego osuszaniu i przyczynia się do zachowania olsów, łęgów olszowo-jesionowych i turzycowisk.